# Guillaume Thouret
Pour les articles homonymes, voir Thouret.
Guillaume Thouret est un homme politique français né le 16 juin 1782 à Rouen (Normandie) et mort le 5 juillet 1832 à Paris.

## Biographie
Fils de Jacques-Guillaume Thouret, il est substitut près le tribunal civil de la Seine en 1811. Destitué en 1815, il se lance dans une encyclopédie bibliographique et devient membre de la société des antiquaires de France. Il est député du Calvados de 1831 à 1832, siégeant dans la majorité soutenant la monarchie de Juillet.
Il est inhumé au cimetière du Montparnasse.